# Парламентские выборы в Науру (1989)
Парламентские выборы в Науру прошли 9 декабря 1989 года после ухода президента Хаммера Деробурта в отставку в результате вотума недоверия в августе и последующей отставки его преемника Арои, Кенос по состоянию здоровья. Вновь избранный Парламент выбрал президентом Бернарда Довийого, одержавшего победу над Деробуртом. Явка составила 88,7%.

## Результаты
| Партия                             | Голоса | %   | Места |
| ---------------------------------- | ------ | --- | ----- |
| Независимые                        |        | 100 | 18    |
| Недействительных/пустых бюллетеней |        | -   | -     |
| Всего                              | 2,358  | 100 | 18    |
| Источник: Nohlen et al.            |        |     |       |